# Azzurro 1989
L'ottava edizione di Azzurro si è tenuta al Teatro Petruzzelli di Bari nel maggio 1989. È stata trasmessa per tre puntate su Italia 1, con la finale andata in onda il 23 maggio.
Fu condotta da Milly Carlucci, Gerry Scotti e Vittorio Salvetti.
La sigla iniziale era Pregherò cantata da Fausto Leali.

## Squadre partecipanti e classifica finale

### Squadra arancio
Voti: 2 998
- Neneh Cherry – Buffalo Stance/Manchild
- Bliss – I Hear You Call
- Betti Villani – What Have You Done to the Night (Mi amor)
- Joe Cocker – When the Night Comes
- Transvision Vamp – Baby I Don't Care

### Squadra gialla
Voti: 2 500
- Celeste – Lover Boy
- Francesco Salvi – Il lupo
- Matia Bazar – Stringimi
- Novecento – Darei
- Raf – Ti pretendo

### Squadra rosa
Voti: 2 448
- Fine Young Cannibals – She Drives Me Crazy
- Rossana Casale – Un cuore semplice
- One Two Many – Downtown
- Joe Jackson – Nineteen Forever
- Sabrina Salerno – Pirate Of Love

### Squadra blu
Voti: 2 295
- Belen Thomas – Survivor
- Blow Monkeys – This Is Your Life
- Grazia Di Michele – Solo i pazzi sanno amare
- Living in a Box – Gate Crashing
- Mango – Oasi

### Squadra verde
Voti: 2 081
- Spagna – This Generation
- Ciao Fellini – Four Fellini Go to Cinecittà
- Noiseworks – Touch
- Richenel – Are You Just Using Me
- Steve Rogers Band – Tanto è lo stesso

## Ospiti
- Mia Martini
- The Jacksons
- Edoardo Bennato
- Robert Palmer
- Jovanotti
- Cyndi Lauper